# Фахендорф
Фахендорф (њем. Vachendorf) општина је у њемачкој савезној држави Баварска. Једно је од 35 општинских средишта округа Траунштајн. Према процјени из 2010. у општини је живјело 1.858 становника. Посједује регионалну шифру (AGS) 9189161.

## Географски и демографски подаци
Фахендорф се налази у савезној држави Баварска у округу Траунштајн. Општина се налази на надморској висини од 581 метра. Површина општине износи 10,0 km². У самом мјесту је, према процјени из 2010. године, живјело 1.858 становника. Просјечна густина становништва износи 187 становника/km².